# Frei Martinho
Frei Martinho est une ville brésilienne du nord-est de l'État de la Paraíba.
Sa population était estimée à 2 935 habitants en 2007. La municipalité s'étend sur 244 km2.